# Birthe Rønn Hornbech
Birthe Johanne Sparrevohn Rønn Hornbech (* 18. Oktober 1943 in Kopenhagen) ist eine dänische Politikerin und Mitglied des Folketing für die rechtsliberale Partei Venstre. Von 2007 bis 2011 war sie Ministerin für Flüchtlinge, Immigration, Integration und Kirche.
Hornbech studierte Rechtswissenschaft an der Universität Kopenhagen und legte 1971 das Examen ab. Anschließend arbeitete sie bei der Polizei in Roskilde, wo sie 1981 zur Polizeivizepräsidentin (dän. Vicepolitimester) aufstieg. 1984 wurde sie das erste Mal ins Folketing gewählt.
Hornbech galt stets als streitbare Politikerin und erlangte durch ihr selbstbewusstes Auftreten Popularität. Mehrmals geriet sie in Widerspruch zu ihrer Parteiführung. Zum Beispiel stimmte sie gegen eine stärkere Videoüberwachung im öffentlichen Raum. Nach der Folketingswahl 2007 wurde sie Ministerin, obwohl sie zuvor mehrere Male einen solchen Posten abgelehnt hatte.
Anfang 2011 geriet sie als Integrationsministerin ins Zentrum eines öffentlichen Disputs, als sich herausstellte, dass mit ihrem Wissen jungen staatenlosen Palästinensern rechtswidrig die dänische Staatsbürgerschaft verweigert worden war. Anfang März 2011 wurde sie aus dem Amt entlassen. 2014 gehörte sie zu den Kritikern des Parteivorsitzenden Lars Løkke Rasmussen, den sie nach eine Reihe von finanziellen Unregelmäßigkeiten über die Medien zum Rücktritt aufforderte.